# اوک هاربور (واشینگتن)
اوک هاربور (به انگلیسی: Oak Harbor) شهری در شهرستان ایسلند ایالت واشنگتن است که در سرشماری سال ۲۰۱۰ میلادی، ۲۲۰۷۵ نفر جمعیت داشته است. 